# Theodor Wirz (Politiker)

Theodor Wirz

Theodor Wirz (* 21. August 1842 in Sarnen; † 13. September 1901 ebenda) war ein Schweizer Politiker (Katholisch-Konservative).

## Biografie
Theodor Wirz war der Bruder von Adalbert Wirz, der Sohn des Franz Wirz, Neffe des Josef Simon Etlin und Grossneffe des Nicolaus Hermann. Alle vier waren – so wie er auch – Landammänner des Kantons Obwalden.
Wirz besuchte das Kollegium in Sarnen und das Lyzeum in Dillingen an der Donau. Er absolvierte ein Rechtsstudium an den Universitäten in Basel, Freiburg i.Ü. und Freiburg i.Br.
Wirz blieb ledig.

## Ämter
1867 wurde Wirz Mitglied des Obwaldner Dreifachen Rats, von 1868 bis 1901 war er Kantonsrat, den er 1872, 1878 und 1881 präsidierte. Von 1868 bis 1876 war er Mitglied und Präsident der unteren kantonalen Gerichte, ab 1885 Präsident  des Revisions- und Kassationsgerichts sowie 1901 des Obergerichts. Zwischen 1868 und 1900 war er Mitglied und mehrmals Präsident des Bürgergemeinde- und des Einwohnergemeinderats von Sarnen. 
Wirz war von 1876 bis 1901 Obwaldner Regierungsrat, dabei elfmal Landammann. 1871/1872 war er Nationalrat und von 1872 bis 1901 Ständerat, den er 1885 präsidierte.
Wirz war von 1885 bis 92 Präsident der katholisch-konservativen Fraktion der Bundesversammlung und 1888 bundesrätlicher Gesandter zum Papst zur Regelung der Tessiner Bistumsfrage. 1861 war er Mitglied und 1867 bis 1868 Zentralpräsident des Schweizerischen Studentenvereins.
1870 war er Mitgründer und danach langjähriger Mitarbeiter des Obwaldner Volksfreunds. Von 1886 bis 1901 war er Verwaltungsratspräsident der Obwaldner Kantonalbank.